# 東プロイセン攻勢

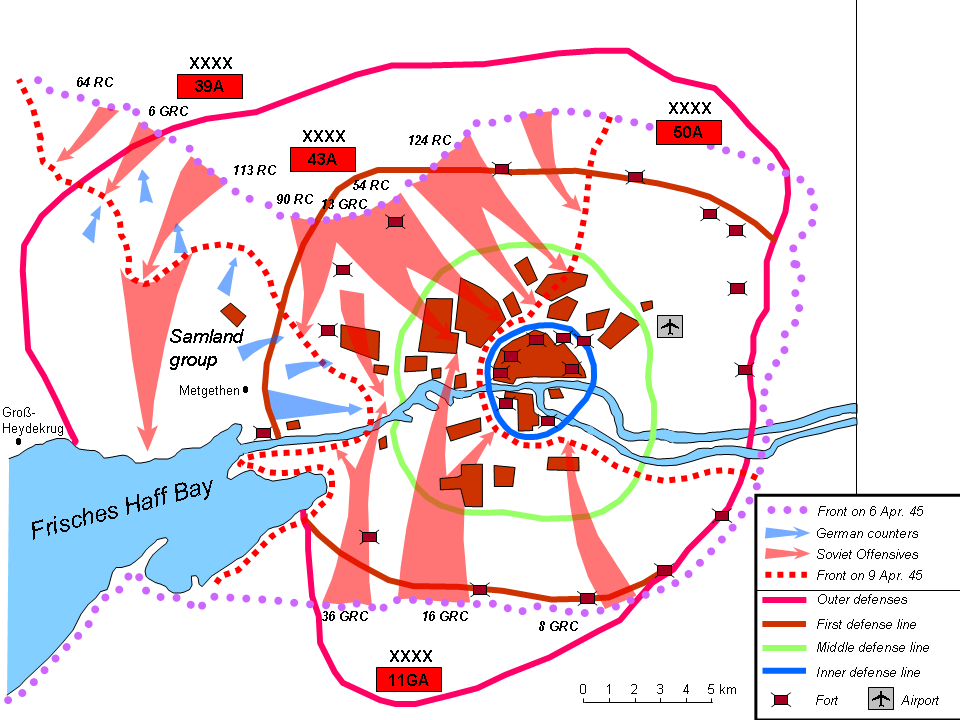
1945年4月6日から9日にかけてのソ連赤軍のケーニヒスベルクへの攻撃。

東プロイセン攻勢（ひがしプロイセンこうせい、ロシア語: Восто́чно-Пру́сская опера́ция）は、第二次世界大戦東部戦線におけるソビエト赤軍のドイツ国防軍に対する戦略的攻撃のことである。一部のドイツ軍部隊は5月9日まで降伏しなかったが、攻撃は1945年1月13日から4月25日まで続いた。ケーニヒスベルクの戦いは東プロイセン攻勢の一部分であったが、ソビエト赤軍の完全勝利に終わった 。
東プロイセン攻勢はドイツの歴史家の間では第二次東プロイセン攻勢として知られている。第一次東プロイセン攻勢（別名、グンビンネン作戦は1944年10月16日から27日、第1バルト方面軍によるメーメルの戦いの一環として第3白ロシア方面軍（司令官イワン・チェルニャホフスキー）によって行われた 。東プロイセン、ポーランドを30Kmから60Km進撃している間、ソビエト赤軍は多大な損害を出すこととなり、大規模な補充を受けることができるようになるまで攻撃は延期された。

## 東プロイセン攻勢
攻勢の中心は第3白ロシア方面軍が勤めることになっており、ドイツ中央軍集団（司令官ゲオルク＝ハンス・ラインハルト）の北方に配置されていた第3装甲軍と第4軍の防衛を排除してケーニヒスベルクへ向かい西へ進撃することを任されていた。
第3白ロシア方面軍の右である北方では第1バルト方面軍（司令官イワン・バグラミャン）がメーメルで形成されていた小規模な橋頭堡を押しつぶし、メーメル川に配置されていたドイツ第3装甲軍に攻撃を行うことになっていた。さらに第3白ロシア方面軍の左側面は北西へヴァイクセル川へ進撃するよう命令されていた第2白ロシア方面軍（司令官コンスタンチン・ロコソフスキー）の支援を受けており、これらの攻撃で東プロイセン全体を閉じ込めることになっていた。

### 攻勢開始
ソビエト赤軍の攻撃は攻勢前の準備重爆撃を行った上で1月13日に開始された。ケーニヒスベルクの東、インスターブルクの細い道や、ハイルスベルク）などの地形的に有利な地点で防衛が行えるドイツ軍の利点に対して、ソビエト赤軍は多大な犠牲を出しつつも安定した進撃を見せた。この数日に渡り、第4軍（司令官フリードリヒ・ホスバッハ）がソビエト赤軍の側面への迂回に気づき始める間、第3装甲軍（司令官エアハルト・ラウス）は大きく撃破され、ケーニヒスベルクに退却した。
1月14日、ロコソフスキーはナレフ川全体で攻撃を開始、1月20日、エルビングへ向けて北へ主軸を回すよう命令された。この突然の方向転換はラインハルトとホスバッハを驚かすこととなり、ロコソフスキーの右側面で第3親衛騎兵軍団は1月22日、アレンシュタインを占領、ホスバッハの後方を脅かした。1月24日までにロコソフスキー以下の主力戦車部隊はフリッシュ潟に到着、そのため、東プロイセンに集中していたドイツ第4軍と第2軍の一部師団は残りのドイツ軍と分断された。同じ日、ホスバッハは防御を固め、東プロイセン防衛拠点の中心であるレッツェンから撤退、西へ突破を図る一連の強行軍を開始しようとしていた。
一方、チェルニャホフスキーは東から防衛拠点を包囲することに成功、ドイツ第3装甲軍の残存部隊をケーニヒスベルク、ザームラントへ押し込んだ。1月28日、バグラミヤンの部隊はメーメルを占領、町の防衛を担当していた3個師団の残存部隊は防衛を強化するため空としており、ザームラントへ移動していた。

### ケーニヒスベルク包囲戦とハイリゲンバイル・ポケット
効果的にドイツ中央軍集団を包囲したことにより、ソビエト赤軍は東ポンメルン攻勢において、ポンメルンのドイツ軍を撃破しながらベルリンという最終目標へ向かうために北側面で考えられるあらゆる脅威を取り除くことに集中することができた。東プロイセンから脱出して全滅を救おうとしていたラインハルトとホスバッハは司令官を罷免され、北方軍集団と改称された軍集団司令官にはロタール・レンデュリックが任命された。ラインハルトは「これ以上、何も言うことはない」と言い残し、指揮を放棄した。撃破された第3装甲軍司令官ラウスと司令部要員は新たな部隊に割り当てられた。一方、防衛している部隊はチェルニャホフスキーの部隊により、3つに分断されて包囲されていた。
- 第4軍所属の約15個師団はフリッシュ潟のハイリゲンバイルで包囲されていたが、これはハイリゲンバイル・ポケット（英語版）として現在知られている[9]。激戦の後の3月29日、これらの部隊は殲滅された。
- 第3装甲軍の残存部隊（第4軍の指揮下に置かれた）はケーニヒスベルク包囲戦で孤立していた。4月9日、ドイツ、ソビエト両軍は大きな犠牲を出した後、ケーニヒスベルクはソビエト赤軍によって占領された。この後、ダンツィヒ湾（英語版）周辺の残存部隊はディートリヒ・フォン・ザウケン指揮下が全体指揮をとる東プロイセン軍（英語版）の元で再編成された。
- 3つ目のグループ（第XXVIII軍団、もしくはザームラント軍支隊（隊長ハンス・ゴルニック（英語版））はザームラント半島（英語版）に駐屯、そこでその地域での最後の撤退ポイントであるピラウの港を保持していた。最後の部隊は4月25日、ザームラント攻略作戦（英語版）においてピラウから殲滅された。

この後もドイツ軍はフリッシュ砂州（フリッシュ潟を囲む長い砂州）上で終戦まで抵抗し続けた。